# Olof Lidner (organist)
Olof Lidner (även stavat Liedner), född 6 augusti 1717 i Helsingborg, död 1761 i Göteborg, var en svensk domkyrkoorganist i Göteborg.

## Biografi
Lidner var son till domkyrkoorganisten Bengt Lidner. Olof Lidner blev domkyrkoorganist 1754 i Gustavi församling, Göteborg efter sin fader. Han stannade där ända fram till 1759. Lidner var gift med Elisabet Margareta Boëthia. De fick tillsammans sonen Bengt Lidner. Olof Lidner avled 1761 i Göteborg.